# Ordinario (diritto canonico)

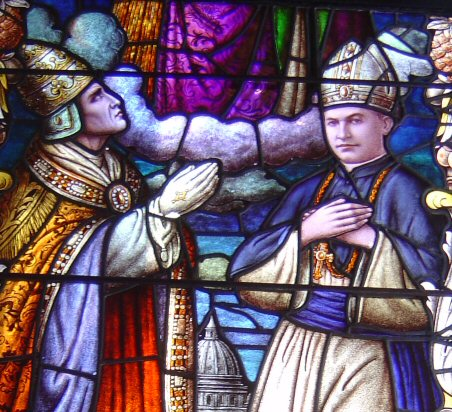
Papa Pio XI, raffigurato in questa finestra della cattedrale di Nostra Signora della Pace, Honolulu, è stato ordinario della Chiesa universale e ordinario locale di Roma. Allo stesso tempo, il vescovo Stephen Alencastre, vicario apostolico delle Isole Sandwich, è stato ordinario locale delle Hawaii.

Un ordinario (dal latino ordinarius) è un funzionario ecclesiastico che secondo il diritto canonico detiene la potestà di governo in virtù dell'ufficio che esercita e non perché delegato da un altro funzionario.
Al termine "ordinario" usato nella Chiesa latina cattolica e nell'anglicanesimo corrisponde, nelle Chiese cattoliche orientali e nella Chiesa ortodossa, il termine "gerarca" (dal greco ἱεράρχης (hierarchēs) che significa "che presiede ai sacri riti, alto sacerdote" che viene a sua volta da "ἱερεύς" (hiereus), "prete" + "ἀρχή" (archē), "il primo posto o potere, governatore").

## Definizione
Così prevede il Codice di diritto canonico:
Ordinario è quindi:
- il papa nei confronti di tutta la Chiesa cattolica;
- il vescovo diocesano, il vicario generale e quello episcopale nei confronti dei fedeli della loro diocesi;
- colui che è preposto ad una Chiesa particolare equiparata ad una diocesi (prelatura territoriale, abbazia territoriale, vicariato apostolico, prefettura apostolica, amministrazione apostolica eretta stabilmente) nei confronti dei suoi fedeli;
- i superiori maggiori degli istituti religiosi clericali di diritto pontificio e delle società di vita apostolica clericali di diritto pontificio nei confronti dei membri delle stesse.

L'ordinario con competenza territoriale è detto ordinario del luogo o locale, ad esclusione dunque dei superiori degli istituti religiosi e delle società di vita apostolica.
Dove il codice vuole indicare il solo vescovo diocesano ed equiparati, escludendo i suoi vicari generale e/o episcopale, parla espressamente di vescovo diocesano.

## La potestà ordinaria
In diritto canonico, il potere di governare la chiesa è diviso tra il potere di fare le leggi (legislativo), far rispettare le leggi (esecutivo), e di giudicare in base alla legge (giudiziario). Una agente esercita il potere di decisione o perché la persona è titolare di un ufficio a cui la legge concede potere di governo o perché qualcuno con il potere di governo ha delegato la persona. Potere ordinario è il primo, mentre il secondo è potere delegato. L'Ufficio con potestà ordinaria potrebbe possedere il potere di governo in sé (potere ordinario proprio) o invece potrebbe avere il potere ordinario dell'ufficio, il potere intrinseco di esercitare il potere di qualcun altro (potestà ordinaria vicaria).
La legge che configura la potestà ordinaria potrebbe essere sia diritto ecclesiastico, vale a dire il diritto positivo che la Chiesa ha stabilito per se stessa, o del diritto divino, vale a dire le leggi che la Chiesa crede siano state date da Dio. Come esempio di ordinaria istituzione divina, i Cattolici in comunione con la Santa Sede credono che quando Gesù fondò la Chiesa ha anche stabilito l'episcopato ed il primato di Pietro, dotando gli incaricati del potere di governare la Chiesa. Così, nella Chiesa cattolica, l'ufficio del successore di san Pietro e l'ufficio di vescovo diocesano sono in possesso della loro potestà ordinaria, anche in assenza di provvedimenti positivi da parte della Chiesa.
Molti incaricati ufficiali sono in possesso di potestà ordinaria, ma a causa della loro mancanza di potere esecutivo ordinario, non sono chiamati ordinari (Ordinario ufficiale). Il miglior esempio di questo è l'ufficio di Vicario giudiziale, anche noto come officialis. Il vicario giudiziale ha solo l'autorità conferitagli dal suo incarico per esercitare il potere del vescovo diocesano di giudicare i casi giudiziari. Anche se il Vicario ha potestà ordinaria giudiziale, non è un "Ordinario" perché non ha potestà esecutiva ordinaria. Un vicario generale, tuttavia, ha il potere conferito dal suo ufficio per esercitare vicariamente il potere esecutivo ordinario vicario del vescovo diocesano. Egli è quindi un "Ordinario" a causa di questo potere esecutivo ordinario vicario.

## Uso cattolico

### Ordinari locali / gerarchi
Ordinari locali esercitano il potere ordinario di gestione e sono ordinari in Chiese particolari. I sottoelencati chierici sono gli ordinari locali:
- Il vescovo di Roma (il papa) è ordinario per tutta la Chiesa cattolica.[18][19]
- Nelle Chiese cattoliche orientali, il patriarca, l'arcivescovo maggiore, e il vescovo metropolita hanno potestà ordinaria di governo per l'intero territorio delle rispettive chiese autonome particolari.[20]
- diocesani / vescovi eparchiali / eparchi
- Altri prelati che dirigono, anche se solo temporaneamente, una Chiesa particolare o di una comunità ad essa equiparata. Il canone 368 del Codice di diritto canonico elenca cinque aree giurisdizionali di rito latino che sono considerate equivalenti ad una diocesi.[21] Queste sono dirette da:
  - Un prelato territoriale, in precedenza chiamato un prelato nullius dioceseos (senza diocesi), incaricato di una zona geografica che non è ancora stato portato a livello di diocesi
  - Un abate territoriale, responsabile di una zona, che in Paesi di missione può essere molto vasto, associato ad un'abbazia
  - Un vicario apostolico (normalmente un vescovo di una sede titolare), responsabile di un vicariato apostolico, di solito in un paese di missione, non ancora pronto per essere elevato a diocesi
  - Un prefetto apostolico (di solito non è un vescovo), a capo di una prefettura apostolica, che non è ancora pronta per essere trasformata in un vicariato apostolico
  - Un amministratore apostolico permanente, incaricato in una zona geografica che per gravi motivi non può essere elevata a diocesi.
- A questi possono essere aggiunti:
  - L'esarca apostolico[22] (normalmente un vescovo di una sede titolare), incaricato di un Esarcato apostolico non ancora pronto per essere elevato uin eparchia, per i fedeli di una Chiesa cattolica orientale in una zona che si trova al di fuori del territorio nazionale di quella Chiesa orientale.
  - L'ordinario militare
  - Il prelato personale, responsabile di un gruppo di persone, senza riguardo alla geografia: l'unica Prelatura personale esistente è quella dell'Opus Dei.
  - L'amministratore apostolico o un amministratore apostolico personale: ne esiste solo uno, quello dell'Amministrazione apostolica personale San Giovanni Maria Vianney (associata alla diocesi di Campos, Brasile)
  - L'ordinario di un ordinariato personale per i fedeli già anglicani[23]
  - Il superiore di una missione autonoma[24]
- Qualche volta in una posizione simile è l'amministratore diocesano (precedentemente chiamato vicario capitolare) eletto per governare una diocesi nel periodo del posto vacante del titolare da nominare. A parte alcune limitazioni della natura e del diritto ha, sulla base dell'interim, gli stessi obblighi e poteri come un vescovo diocesano.[25] Occasionalmente un amministratore apostolico è nominato dalla Santa Sede per seguire una diocesi vacante, o anche una diocesi il cui vescovo è impossibilitato o per altri impedimenti.

Classificati come ordinari del luogo, anche se non alla testa una Chiesa particolare o di una comunità, sono equivalenti:
- vicari generali e protosincelli
- vicari episcopali e sincelli

### Ordinari che non sono ordinari locali
I superiori maggiori degli istituti religiosi (compresi gli abati) e le società di vita apostolica sono "ordinari" delle loro rispettive appartenenze, ma non ordinari locali del territorio.

## Chiesa ortodossa
Nella Chiesa ortodossa, un gerarca (che opera da vescovo) detiene l'autorità incontrastata entro i confini della propria eparchia; nessun altro vescovo può eseguire qualsiasi funzione sacerdotale senza espresso invito del vescovo titolare. La violazione di questa regola si chiama eispēdēsis (greco: εἰσπήδησις, "sconfinamento", letteralmente "saltare in"), è viola le regole canoniche. In definitiva, tutti i vescovi della Chiesa sono uguali, indipendentemente da ogni titolo che possono far valere (patriarca, vescovo metropolita, arcivescovo, ecc.). Il ruolo del vescovo nella Chiesa ortodossa è sia gerarchico che sacramentale.

Questo modello di governance risale ai primi secoli del cristianesimo, come testimoniano gli scritti di Ignazio di Antiochia (ca. 100 dopo Cristo): 
Il vescovo in ciascuna Chiesa presiede al posto di Dio.... Che nessuno faccia una qualsiasi delle cose che riguardano la Chiesa senza il vescovo.... Dove c'è il vescovo, lascia che là sia il popolo, così come dove è Gesù Cristo, lì c'è la Chiesa cattolica.
 Ed è compito primario e distintivo del vescovo la celebrazione dell'eucaristia, "la medicina dell'immortalità."

San Cipriano di Cartagine (258 d.C.) scrive:
L'episcopato è un tutto unico, in cui ogni vescovo gode di pieno possesso. Così è la Chiesa un tutto unico, anche se si diffonde in lungo e in largo in una moltitudine di chiese e aumenta la sua fertilità.
 Il Vescovo Kallistos Ware scrive: 
Ci sono molte chiese (case di Dio), ma solo Una Chiesa; molti episcopi ma solo un episcopato."

Nel cristianesimo ortodosso, la chiesa non è vista come un monolite, un'istituzione centralizzata, ma piuttosto come esistente nella sua pienezza in ogni realtà locale. La chiesa è definita eucaristicamente: 
in ogni particolare comunità raccolta attorno al suo vescovo, e in ogni celebrazione eucaristica locale è il Cristo tutto che è presente, non solo una parte di lui. Pertanto ogni comunità locale, in quanto celebra l'Eucaristia ... è la chiesa nella sua pienezza."
 Questo non vuol dire che la Chiesa ortodossa ha un'organizzazione congregazionalista; al contrario, le funzioni di sacerdote locale sono come le "mani" del vescovo, e deve ricevere dal vescovo un antimension e crisma prima che gli sia permesso di celebrare uno dei sacri misteri (sacramenti) all'interno della diocesi.
L'autorità di un vescovo ortodosso deriva dalla sua elezione e consacrazione. Egli è, comunque, soggetto ai sacri canoni della Chiesa ortodossa, e risponde al santo sinodo dei vescovi ortodossi a cui appartiene. Nel caso in cui un vescovo ortodosso è revocato dal suo sinodo locale, egli conserva il diritto di appello (Greco: Ἔκκλητον, Ékklēton) al suo superiore ecclesiastico (ad esempio, un patriarca) e il suo sinodo.

## Diritto civile americano
Nel sud degli Stati Uniti, il termine "ordinario" è usato anche nel diritto civile in riferimento a chi svolge nella città o nella contea determinati compiti, spesso di giustizia o legalmente correlati, come i matrimoni o il giudizio sui reclami nei confronti di un'autorità.